# 長谷川歌野
長谷川 歌野（はせがわ うたの、1832年（天保3年） - 1891年（明治24年）4月9日）は、江戸時代末期から明治時代の女性。公卿・柳原光愛の正室。大正天皇の外祖母、昭和天皇の曽祖母にあたる。

## 生涯
1832年（天保3年）、京都の上賀茂神社の社家である長谷川雪顕の娘として生まれる。その後、公卿・柳原光愛に嫁ぐ。
次女の柳原愛子は明治天皇の権典侍となり、1879年（明治12年）には嘉仁親王（後の大正天皇）を出産している。ほかの子女に柳原前光や貴族院議員の日野資秀、冷泉為紀夫人の柳原俊子、堤雄長夫人の柳原浜などがいる。
1891年（明治24年）4月9日、死去。享年60歳。墓所は東京都中目黒にある祐天寺。